# Gornja Maoča
Gornja Maoča, früher Karavlasi oder Gornji Fatovi, ist eine Ansiedlung nördlich der Stadt Srebrenik im Majevica-Gebirge im Nordosten von Bosnien und Herzegowina. Sie gehört zur Gemeinde Srebrenik.
Das Wort Gornja entspricht dabei dem deutschen Präfix Ober- in Ortsnamen, sodass das auf einem Hügel gelegene Dorf auch als Obermaoča bezeichnet werden kann. Der Nachbarort Maoča liegt etwas unterhalb und ist ungefähr 8 km entfernt.

## Geschichte
Der frühere Ortsname Karavlasi deutet auf die Maurowalachen hin, eine in Bosnien, Kroatien und Serbien sowie südlich der Donau übliche Bezeichnung für die Rumänen (Walachen). Ende des 18., Anfang des 19. Jahrhunderts wanderten die aus Rumänien stammenden Rudari unter anderem auch nach Bosnien aus. Oberhalb der Ortschaft Maoča siedelte sich ein Teil dieser Volksgruppe an. Man verdiente sich den Lebensunterhalt durch die Herstellung und den Verkauf von Holzwaren.
Am 10. Oktober 1944, wurde im Dorf eine „Säuberungsaktion“ durch Angehörige der kroatischen SS-Division „Handschar“ durchgeführt. Dabei wurden die Einwohner in ein Haus getrieben, beschossen, und das Haus wurde anschließend angezündet. Dabei starben 25 Menschen, nur drei überlebten verletzt.

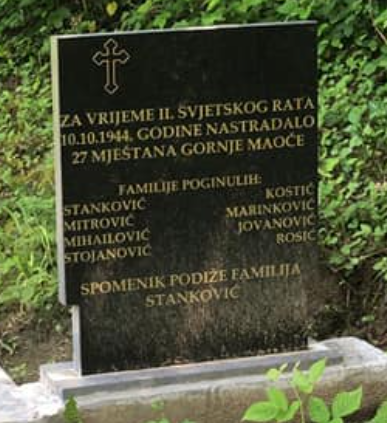
Gedenkstein für die Opfer der „Säuberungsaktion“ vom Oktober 1944

Im Jahre 1967 wurde im Dorf eine Dokumentation über das Handwerk der Cancari gedreht. Regie führte Midhat Mutapdžić. Dabei geht es um die Verarbeitung von Holz zu Gebrauchsgegenständen für die Landbevölkerung. Vom Fällen der Bäume bis hin zum Verkauf in den umliegenden Gemeinden erzählt dieser fünfzehnminütige Film, der in Schwarz-Weiß abgedreht wurde. Durch den Film führt Mata, ein Einwohner des Dorfes.
Nach dem Bosnienkrieg siedelten sich dort anstelle der früheren christlichen Bewohner sowohl bosnische Islamisten als auch islamistische Kämpfer aus Afghanistan und anderen Nationen, die auf der Seite der Bosniaken gekämpft hatten, an. 2010 hatte Gornja Maoča etwa 100 Einwohner. Diese Ansiedlung war möglich, weil diese Kämpfer während des Krieges einheimische Frauen geheiratet hatten und deshalb das Land nach dem Ende des Krieges nicht verlassen mussten.
Im Februar 2010 wurde das Dorf, das als Hochburg radikaler Islamisten galt, von etwa 600 Polizisten gestürmt. Sie hoben ein legales Waffenlager, bestehend aus Jagdgewehren, aus und nahmen zehn Personen fest, welche anschließend wieder freigelassen wurden.
Mevlid Jašarević, der am 28. Oktober 2011 mit einer Kalaschnikow AK-47 einen islamistischen Anschlag auf die US-amerikanische Botschaft in Sarajevo durchführte, hatte zeitweise in Gornja Maoča gelebt und sich auch im Februar 2010 dort aufgehalten. Nach dem Anschlag auf die Botschaft wurde das Dorf erneut von Einheiten der bosnischen Polizei abgeriegelt. Dabei wurden am 1. November 2011 zwei Männer festgenommen, die den Verdächtigen nach Sarajevo gefahren haben sollen.
Im Jahr 2015 machte das Dorf wieder internationale Schlagzeilen, weil dort Anfang des Jahres die IS-Flagge über dem Ort gehisst worden sein soll. Der bosnische Salafistenführer Nusret Imamović hatte einige Zeit in dem Wahhabiten-Dorf gelebt und ebenfalls eine Reihe bosnischer IS-Kämpfer.